# Christian Cay Lorenz Hirschfeld
Christian Cay Lorenz Hirschfeld (Kirchnüchel, 1742 - Kiel, 1792) va ser un artista alemany, professor universitari de filosofia i història de l'art.

## Biografia
Era un expert en arquitectura paisatgística, va contrastar l'estil pompós francès amb una major conservació del paisatge original, va ser un dels teòrics dels jardins anglesos.
És el segon dels quatre fills del pastor protestant Johann Heinrich Hirschfeld (1700 - 1754) i Margarethe Sibylle (nascuda a Reinboth, 1711 - 1759), filla d'un pastor. Després de la mort de son pare, qui s'havia ocupat de la seua formació, va continuar formant-se a Halle on va assistir a l'escola de llatí de la Franckesche Stiftungen, del 1756 al 1760 va estudiar teologia, filosofia, història i estètica de l'art.
Frederic August I d'Oldenburg, príncep bisbe de Lübeck, el va contractar el 1765 com a tutor dels fills de George Lluís de Holstein-Gottorp, el príncep Guillem i Pere Frederic Ludovico que després de la mort del seu pare estaven sota la tutela de Caterina II de Rússia. Va ser acomiadat després de dos anys d'estada a Berna a causa d'un conflicte amb Carl Friedrich von Staal, oficial d'educació dels dos joves. El mateix any, 1767, apareix el seu primer llibre dedicat al paisatge Das Landleben.
La seua obra principal Theorie der Gartenkunst data del 1775 i es va donar a conèixer sobretot per la seua traducció al francès. En el text, Hirschfeld va adoptar una ferma posició a favor del jardí anglès, orientant-se cap als exemples de Joseph Addison, Thomas Whately i William Chambers. En contrast amb Friedrich Ludwig Sckell, que havia treballat diversos anys a Anglaterra i l'estil de jardineria del qual era dominant a la zona alemanya en aquell moment, Hirschfeld mai no va visitar Anglaterra ni va crear ni dissenyar jardins.

## Obres destacades

### Teoria sobre la jardineria i paisatgisme
- Das Landleben (1767; mehrfach erweitert und illustriert, 1768, 1776)
- Briefe über die vornehmsten Merkwürdigkeiten der Schweiz ... (1769; nur ein Band erschienen)
- Anmerkungen über die Landhäuser und die Gartenkunst (1773)
- Theorie der Gartenkunst (1775, 1777; sogenannte, kleine Theorie)
- Handbuch der Fruchtbaumzucht, 2 Teile (1788)
- Theorie der Gartenkunst, 5 Teile (1779-1785, 1990)
- Gartenkalender, 7 Ausgaben (1782-1789; ein weiterer Jahrgang als Kleine Gartenbibliothek, 1790)

### Filosofia moral
- Der Winter, eine moralische Wochenschrift (1769, 1775)
- Betrachtungen über die heroischen Tugenden (1770)
- Von der Gastfreundschaft, eine Apologie für die Menschheit (1777)

### Traduïdes
- Het zomer-buitenleven, voorgesteld in XVIII zedekundige vertoogen (1771; Das Landleben, Traducció a l'alemany)
- Aanmerkingen over de landhuizen en tuinkunst (1779; Anmerkungen über die Landhäuser ..., Traducció a l'alemany)
- Théorie de l'art des jardins, 5 volumes (1779-1785, 1973) Theorie der Gartenkunst, Traducció al francés per Frédéric de Castillon
- Haandbog om frugttræers opelskning, 2 volumes (1790 and 1794; Handbuch der Fruchtbaumzucht, Traducció al danés per Andr. Svendsen)
- Landlivet (1823; Das Landleben, Traducció lliure al danés per Hans Chr. Heger)
- Theory of garden design (2001; Theorie der Gartenkunst, abridged traducció a l'anglès i introducció per Linda B. Parshall)